# Théorie générale des systèmes

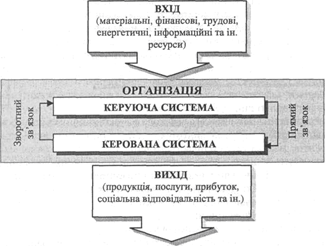
Le processus de fonctionnement de l'organisation en tant que système ouvert

La théorie générale des systèmes est l'étude interdisciplinaire des systèmes. Un système est un conglomérat cohésif de parties interreliées et interdépendantes qui peuvent être d'origine naturelle ou humaine. Chaque système est délimité par l'espace et le temps, influencé par son environnement, défini par sa structure et son objectif, et exprimé par son fonctionnement. Un système peut être plus que la somme de ses parties s'il exprime une synergie ou un comportement émergent.
La modification d'une partie d'un système peut affecter d'autres parties ou l'ensemble du système. Il peut être possible de prévoir ces changements dans les schémas de comportement. Pour les systèmes qui apprennent et s'adaptent, la croissance et le degré d'adaptation dépendent de la façon dont le système est engagé avec son environnement. Certains systèmes prennent en charge d'autres systèmes, en conservant l'autre système pour éviter les pannes. Les objectifs de la théorie des systèmes sont de modéliser la dynamique, les contraintes, les conditions d'un système et d'élucider des principes (tels que le but, la mesure, les méthodes, les outils) qui peuvent être discernés et appliqués à d'autres systèmes à tous les niveaux d'imbrication, et dans une large gamme de domaines pour obtenir une équifinalité optimisée.
La théorie générale des systèmes consiste à développer des concepts et des principes largement applicables, par opposition aux concepts et principes spécifiques à un domaine de la connaissance. Il distingue les systèmes dynamiques ou actifs des systèmes statiques ou passifs. Les systèmes actifs sont des structures d'activité ou des composants qui interagissent dans les comportements et les processus. Les systèmes passifs sont des structures et des composants en cours de traitement. Par exemple, un programme est passif lorsqu'il s'agit d'un fichier disque et actif lorsqu'il s'exécute en mémoire. Le domaine est lié à la pensée systémique, à la logique machine et à l'ingénierie des systèmes.

## Lien avec le constructivisme
Jean-Louis Le Moigne, dans son ouvrage Le constructivisme, décrit la genèse du lien. « [...] le passage d'une idéologie (l'esprit de système) ou d'une doctrine (le systémisme) ou d'une technique (l'approche-système) à une discipline scientifique enseignable (science des systèmes ou Systémique) capable d'expliciter son propre statut épistémologique, nécessitait que soient réunies quelques conditions culturelles, langagières, institutionnelles et scientifiques. » (1970)